# Шлюзовой мост
Шлюзово́й мост — автодорожный мост через Водоотводный канал в Москве. Перекрывает восточное устье канала, соединяет Космодамианскую и Шлюзовую набережные реки Москвы. Построен в 1965 году по проекту З. В. Фрейдиной.
Название Шлюзового моста и набережной — память о деревянном Краснохолмском шлюзе, перекрывавшем Водоотводный канал в течение почти века (с 1830-х до середины 1930-х годов). Шлюз располагался выше по течению, примерно напротив сохранившегося дома № 6, стр.30 по Шлюзовой набережной. До постройки моста транспортный поток из центра к Новоспасскому мосту и далее на юг замыкался через Шлюзовую набережную и Кожевническую улицу.
Шлюзовой мост выстроен параллельно руслу реки Москвы, под углом 35° к оси канала. Арка главного пролёта образована двумя Т-образными консолями (вылеты русловой консоли по 9.3 м) и центральной вставкой длиной 14,06 м. Все детали — из сборного предварительно напряжённого железобетона. Основание береговых опор — на бетонных сваях глубиной до 8 м.
Мост упоминается в фильме «Следствие ведут ЗнаТоКи» («Ответный удар») как Павелецкий (СВС).